# Соснів
Сосні́в — село в Україні, у Золотниківській сільській громаді Тернопільського району Тернопільської області. Розташоване у західній частині району, на березі річки Стрипа.

## Адміністративний устрій
До вересня 2015 було центром Соснівської сільської ради, якій підпорядковувалися села Гончарки і Раковець.
Від вересня 2015 року ввійшло у склад Золотниківської сільської громади.
У зв'язку з переселенням жителів із облікових даних виведений хутір Дроська та Осаліщизна.

## Історія
Перша писемна згадка — 1472 року.
Село згадується 17 березня 1480 р.
Дідичем села був Єжи Вільчек гербу Порай, брат Миколая, син Стефана.
У Соснові перебувала Пресова Кватира УСС.
Діяли «Просвіта», «Січ», «Луг», «Сільський господар», «Рідна школа» та інші товариства, кооператива.
8 березня 1948 поблизу Соснова у криївці загинуло 4 вояки УПА.
12 червня 2020 року, відповідно до розпорядження Кабінету Міністрів України № 724-р «Про визначення адміністративних центрів та затвердження територій територіальних громад Тернопільської області» увійшло до складу Золотниківської сільської громади.
19 липня 2020 року, в результаті адміністративно-територіальної реформи та ліквідації Теребовлянського району, село увійшло до складу Тернопільського району.

## Політика

### Парламентські вибори, 2019
На позачергових парламентських виборах 2019 року у селі функціонувала окрема виборча дільниця № 610869, розташована у приміщенні будинку культури.
Результати
- зареєстровано 378 виборців, явка 61,64%, найбільше голосів віддано за «Слугу народу» — 27,23%, за «Європейську Солідарність» — 16,07%, за Радикальну партію Олега Ляшка — 15,63%.[6] В одномандатному окрузі найбільше голосів отримав Микола Люшняк (самовисування) — 27,27%, за Аллу Стечишин (самовисування) і Романа Василіцького (Об'єднання «Самопоміч») — по 14,72%[7].

## Релігія
- церква Різдва Пресвятої Богородиці (1778).

## Пам'ятники
Споруджено пам'ятник воїнам-односельцям, полеглим у німецько-радянській війні (1975), насипано символічну могилу УСС (1991), могила хорунжого УСС С. Яремкевича (відновлена 1993).

## Соціальна сфера
Працюють ЗОШ I-II ступенів, клуб, бібліотека, ФАП, відділення зв'язку, торговельний заклад.

## Населення
Населення — 554 особи (2007).

### Мова
Розподіл населення за рідною мовою за даними перепису 2001 року:
| Мова       | Кількість | Відсоток |
| ---------- | --------- | -------- |
| українська | 665       | 99.85%   |
| російська  | 1         | 0.15%    |
| Усього     | 666       | 100%     |

## Відомі люди

#### Народилися
- Володимир Дусановський — український агрохімік-ґрунтознавець, господарник;
- Степан Дусановський — український вчений-економіст,
- Максим Задойний (р. н. невід. — 1992) — український громадський діяч,  член ОУН, емігрував до США, був членом-засновником комітету підгайчан та інших громадських організацій, помер у Клівленді.[9];
- Микола Задойний — український громадсько-політичний діяч;
- Стефанія Левченко — український педагог, громадська діячка;
- Клавдій Білинський — український освітянин, громадський та політичний діяч на Буковині, педагог, доктор філософії, гімназійний професор, делегат УНРади ЗУНР;
- Корнель Кшечуновіч — галицький польський політик вірменського походження[10];
- Ярослав Лемішка — український оперний і камерний співак (тенор), Народний артист України.

## Галерея

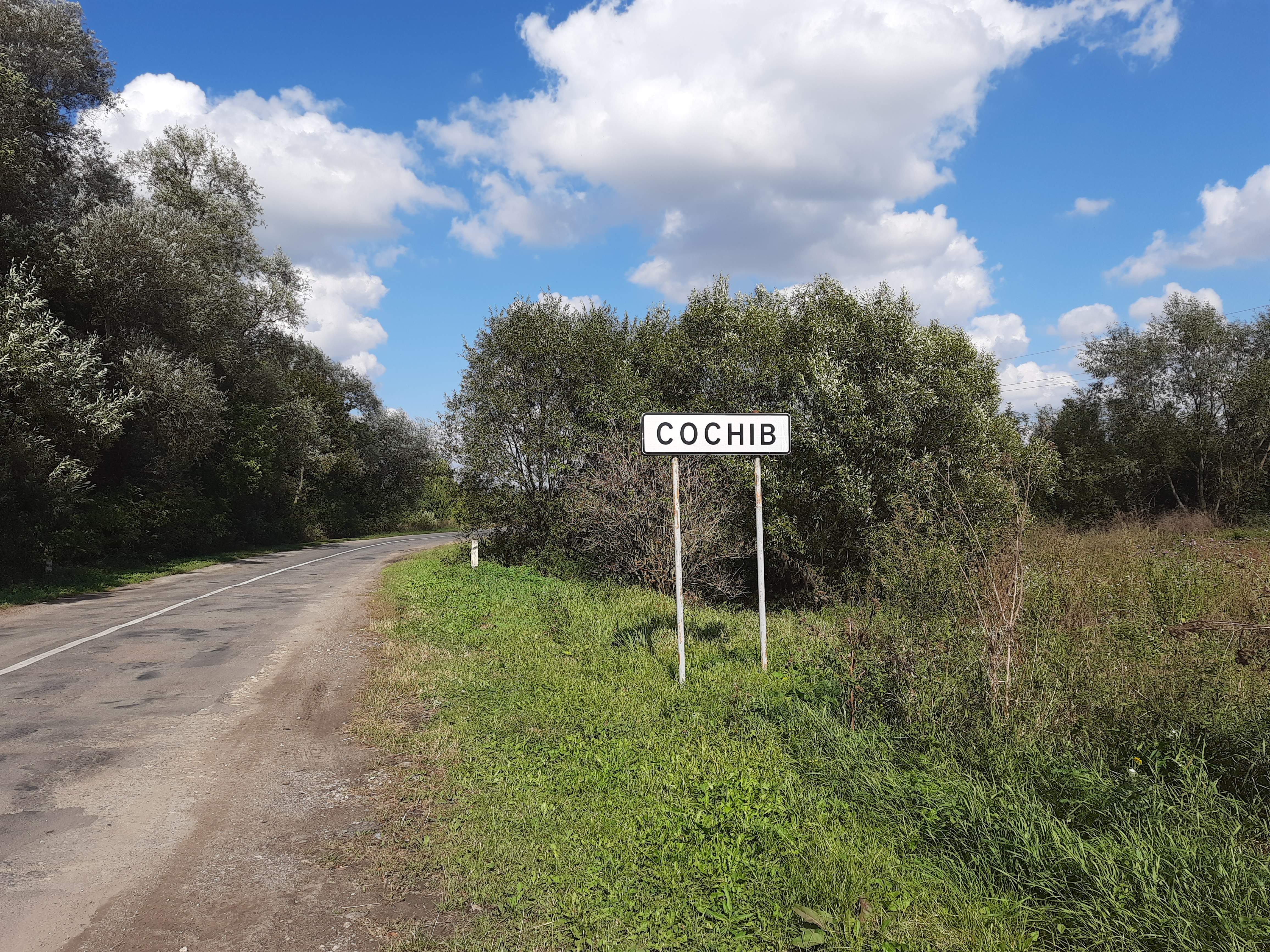
Дорожній знак при в'їзді в село
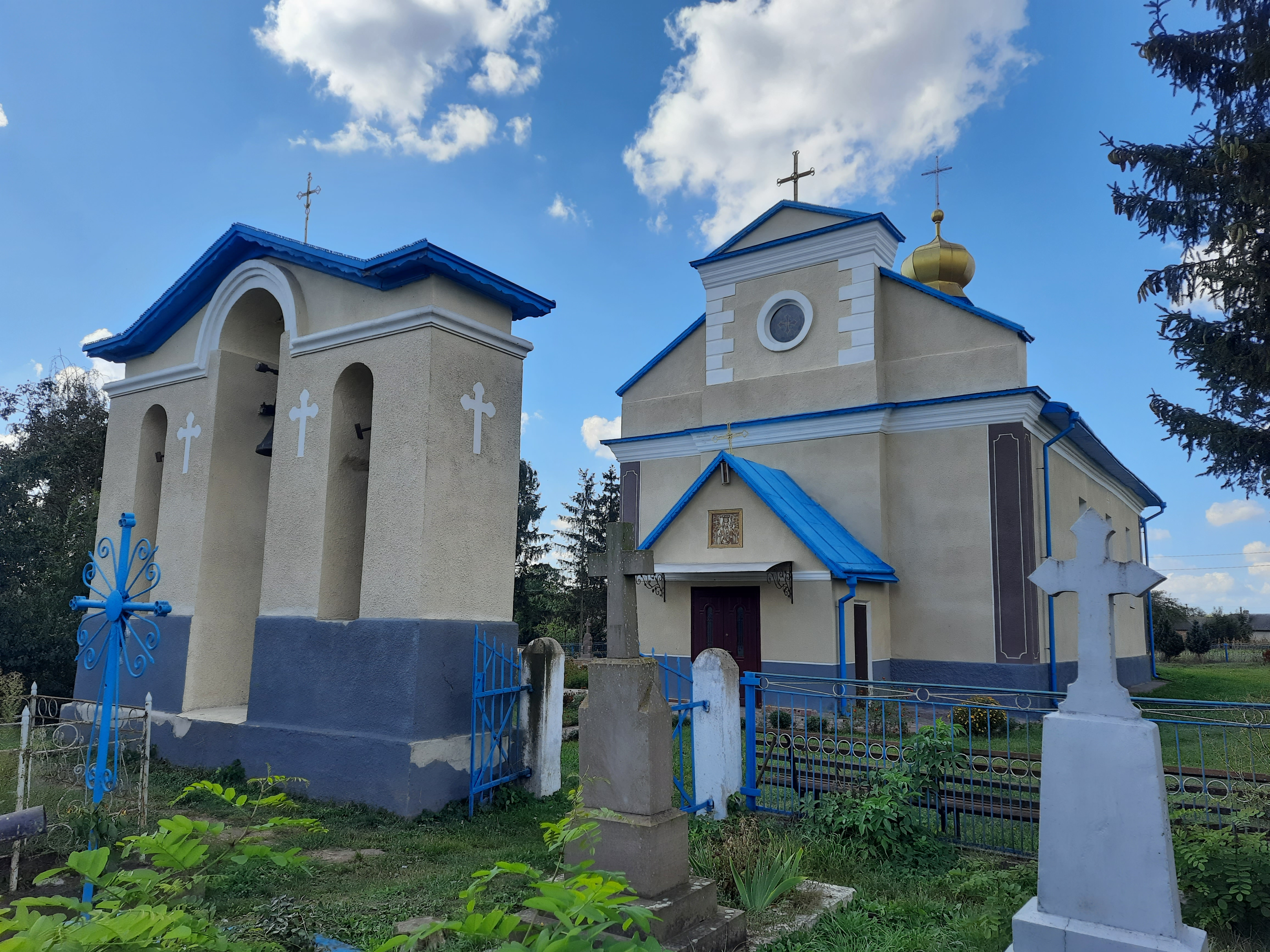
Церква Різдва Пресвятої Богородиці
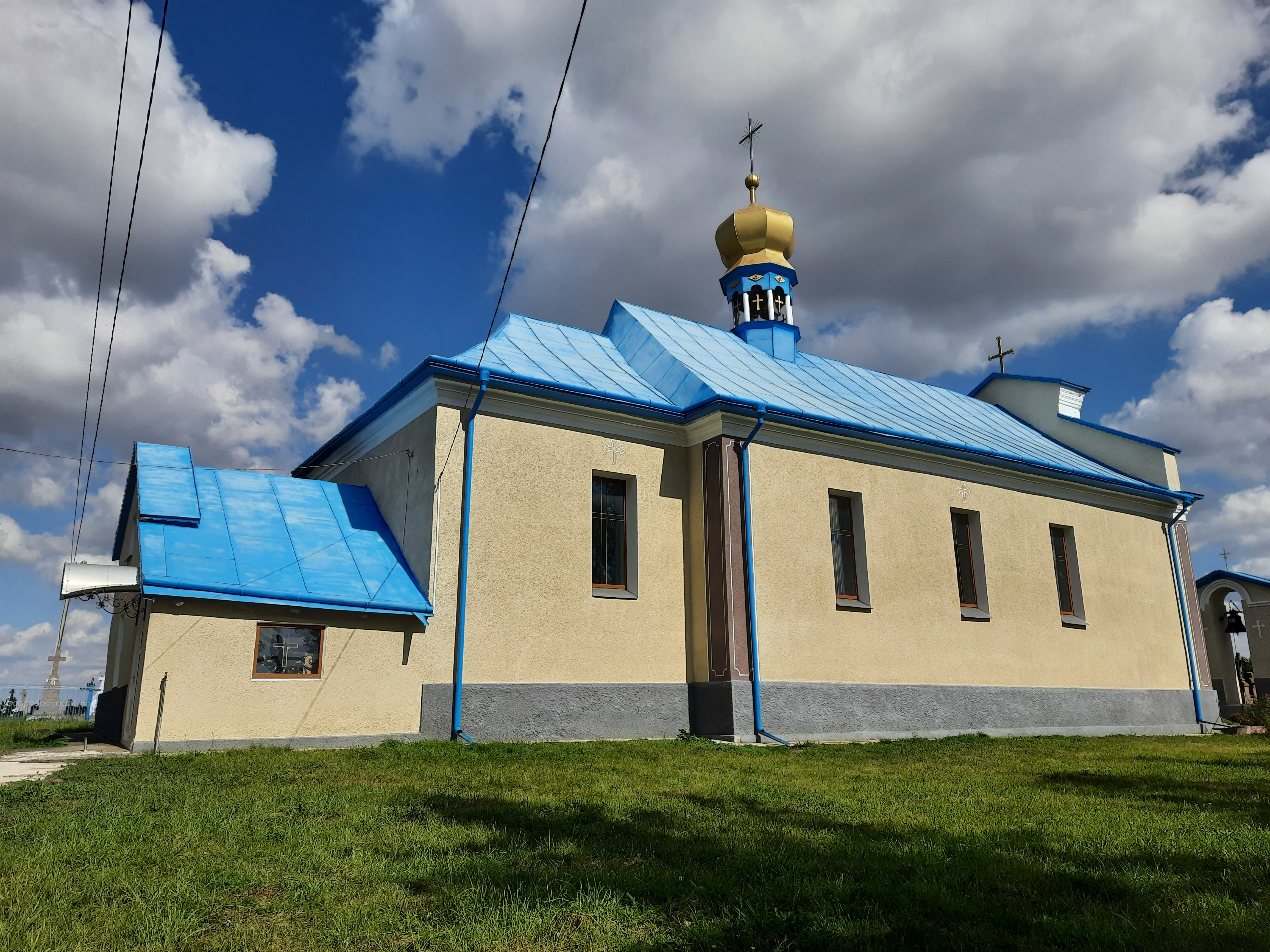
Церква Різдва Пресвятої Богородиці
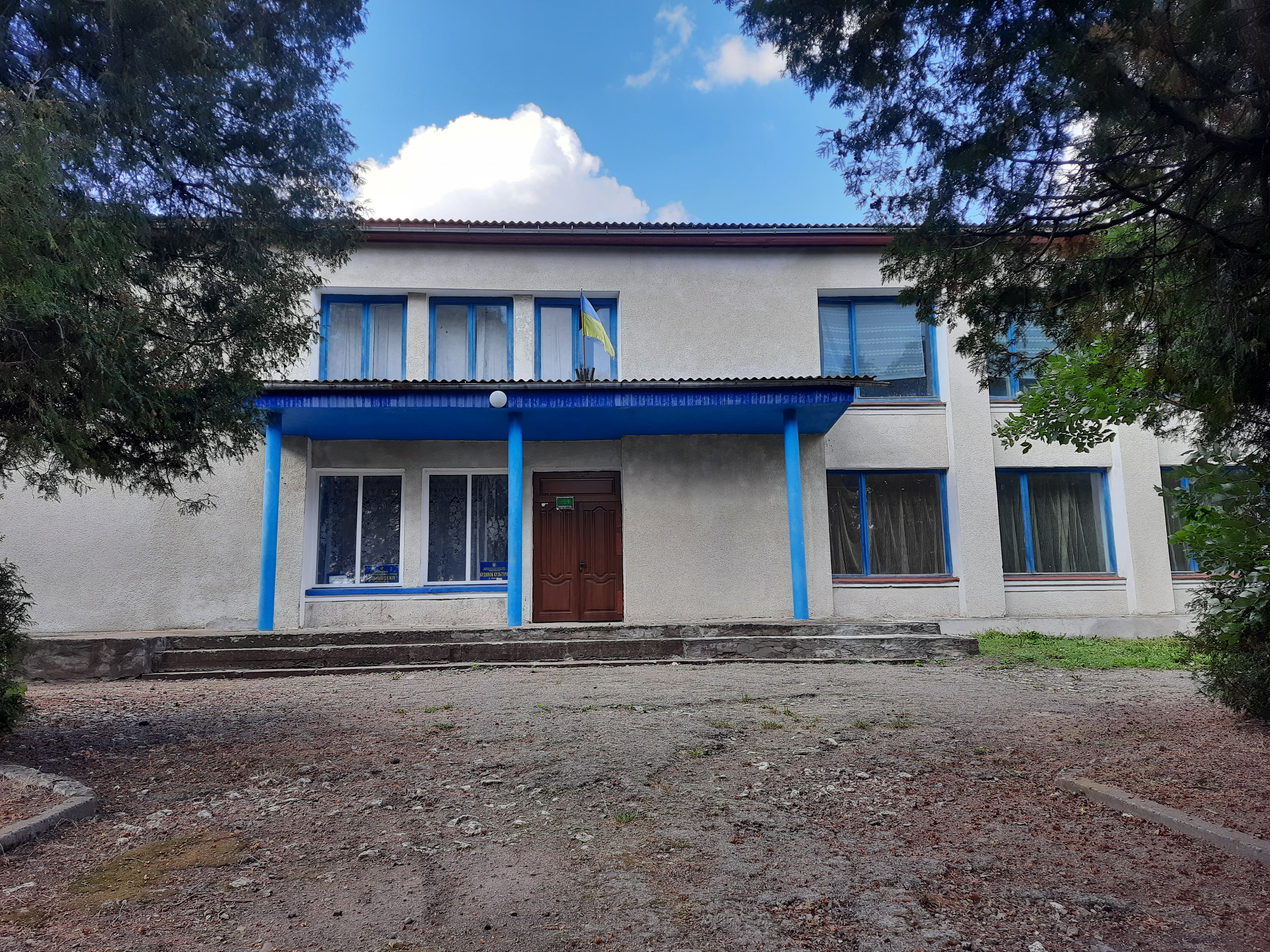
Будинок культури
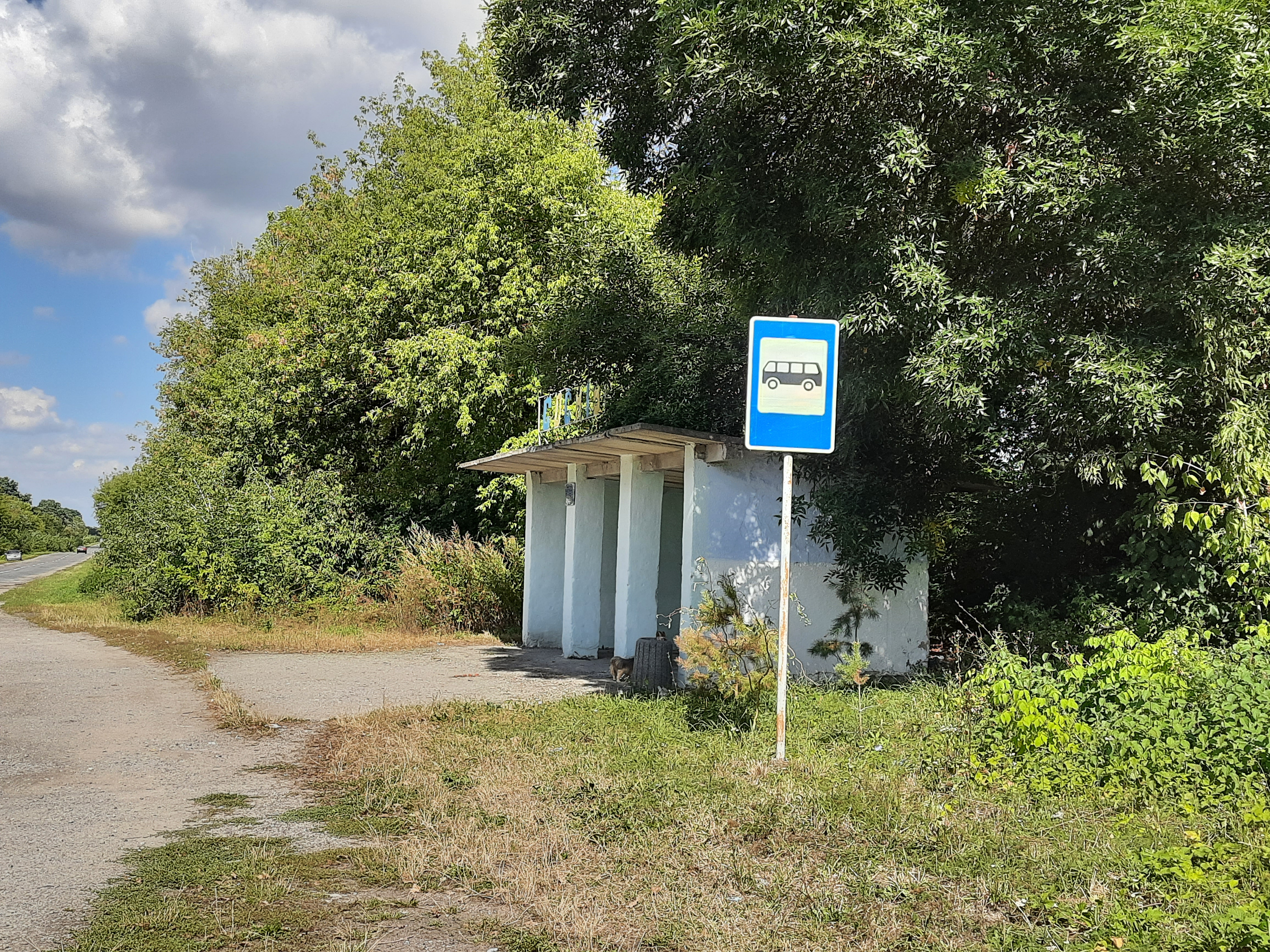
Автобусна зупинка біля села